# Nasdrovia
Nasdrovia és una sèrie de televisió espanyola de comèdia creada per Miguel Esteban, Luismi Pérez i Sergio Sarria. La sèrie és l'adaptació de la novel·la homònima (El hombre que odiaba a Paulo Coelho) escrita per Sergio Sarra. Dirigida per Marc Vigil i escrita per Miguel Esteban, Luismi Pérez i Sergio Sarria; té com a protagonistes Hugo Silva i Leonor Watling. La seva estrena es va produir el dia 6 de novembre del 2020 a #0 en una coproducció de Globomedia i Movistar+.

## Trama
Edurne y Julián són dos advocats d'èxit profundament estirats i una mica esnobs. Van ser matrimoni diversos anys i ara, ja divorciats, sense fills i amb un treball que els absorbeix, tenen una por atroç al futur i a la solitud. El seu petit univers es trontolla quan irromp en les seves vides la crisi dels 40 i Franky, un excepcional cuiner especialitzat en menjar rus. No se'ls ocorre una altra manera de superar els seus problemes que deixar els seus treballs i obrir un restaurant de menjar rus. El que no esperaven és que es convertís en el favorit de la màfia.

## Repartiment
- Hugo Silva com Julían.[3]
- Anton Yakovlev com Boris.
- Leonor Watling com Edurne.
- Luis Bermejo com Franky.
- Kevin Brand com Yuri.
- Yan Tual com Vasili.
- Michael John Treanor com Sergei.

## Producció
a producció de la sèrie va arrencar el juny passat de 2019, quan Movistar+ va anunciar que ja estaven en desenvolupament d'un nou projecte i que ja tenien a Hugo Silva i a Leonor Watling com els protagonistes. Es tractava d'una nova comèdia i amb un toc molt rus. La sèrie, produïda per Movistar+ en col·laboració amb Globomedia, neix d'un projecte conjunt de diversos guionistes experts en comèdia: Sergio Sarria ('El intermedio'), Miguel Esteban ('El fin de la comedia', 'Capítulo 0') i Luismi Pérez ('El intermedio', 'Capítulo 0'). A les regnes de la direcció es troba Marc Vigil, conegut per la seva labor en aquest camp a El Ministerio del Tiempo.
El 4 de juliol de 2019 va arrencar el rodatge en diverses localitzacions emblemàtiques de Madrid.
El 23 d'abril de 2020 es va confirmar que Movistar+ havia donat llum verda per al desenvolupament d'una segona temporada, fins i tot abans de l'estrena de la primera.

## Episodis
| Núm. temporada | Núm. temporada | Episodis      | Estrena               | Final                  | Audiència mitjana | Audiència mitjana |
| Núm. temporada | Núm. temporada | Episodis      | Estrena               | Final                  | Espectadors       | Quota             |
| -------------- | -------------- | ------------- | --------------------- | ---------------------- | ----------------- | ----------------- |
|                | 1              | 6             | 6 de novembre de 2020 | 20 de novembre de 2020 | -                 | -                 |
|                | 2              | Per confirmar | 2021                  | 2021                   | -                 | -                 |
| Total          | Total          | 6             |                       |                        |                   |                   |

### Primera Temporada
| Núm. | Títol              | Direcció                    | Guió                                         | Data d'emissió original | Audiència     |
| --- | ------------------ | --------------------------- | -------------------------------------------- | ----------------------- | ------------- |
| 1 | «Zapoi»            | Marc Vigil                  | Sergio Sarria, Luismi Pérez & Miguel Esteban | 6 de novembre de 2020   | 42.000 (0.2%) |
| EEdurne i Julián senten que han malgastat els seus millors anys defensant a criminals i volen canviar de vida. Quan per atzar coneixen a Franky, un xef especialitzat en cuina russa, i els proposa obrir un restaurant s'hi llancen de cap. |                    |                             |                                              |                         |               |
| 2 | «Tkachenko»        | Marc Vigil                  | Sergio Sarria, Luismi Pérez & Miguel Esteban | 6 de novembre de 2020   |               |
| Boris arriba al Nasdrovia acompanyat de Iuri i Vassili quan el restaurant està a punt de tancar i encara que Edurne intenta deslliurar-se d'ells, queda clar que no són persones que atenguin a raons. A Boris li fascina el sopar i els diu que a partir d'ara serà habitual. Encara que el tipus els fa por, d'alguna manera els atreu i els cau bé.                         |                    |                             |                                              |                         |               |
| 3 | «Proklyataya suka» | Marc Vigil i Miguel Esteban | Sergio Sarria, Luismi Pérez & Miguel Esteban | 13 de novembre de 2020  |               |
| Edurne i Julián es deixen portar i accedeixen al fet que Boris els dóni una mà perquè Aleksei, el seu proveïdor de peix els torni a vendre producte. Els russos han entrat a les seves vides completament. |                    |                             |                                              |                         |               |
| 4 | «Babuska»          | Marc Vigil                  | Sergio Sarria, Luismi Pérez & Miguel Esteban | 13 de novembre de 2020  |               |
| Boris s'apodera definitivament del Nasdrovia i tanca el restaurant al seu antull per a celebrar reunions privades pels seus negocis. Edurne i Julián valoren la possibilitat de parlar amb la policia, però Franky, tracta de convèncer-los perquè es calmin. A més, Boris els anuncia que els deixarà en pau si els presten el Nasdrovia per a celebrar una trobada familiar. |                    |                             |                                              |                         |               |
| 5 | «Politsiya»        | Marc Vigil                  | Sergio Sarria, Luismi Pérez & Miguel Esteban | 20 de novembre de 2020  |               |
| Edurne i Julián s'han adonat de com n'és de perillós el Boris. Franky és conscient del perill, i precisament per això els diu que no hi ha per tant, són coses de russos. Però decideixen que l'endemà aniran els tres a la policia i ho explicaran tot. |                    |                             |                                              |                         |               |
| 6 | «Vor V Zakone»     | Marc Vigil                  | Sergio Sarria, Luismi Pérez & Miguel Esteban | 20 de novembre de 2020  |               |
| Edurne, Julián i Franky preparen el sopar de l'organització amb els homes de Boris vigilant-los. Boris també es prepara per l'esdeveniment mentre recorda un moment traumàtic de la seva infància. Els mafiosos arriben al sopar. Els amos del Nasdrovia té un pla per sortir-ne amb vida.                                                                                     |                    |                             |                                              |                         |               |

## Recepció

### Reconeixements
| Any  | Premi             | Categoria               | Nominat(s) | Resultat | Ref.  |
| ---- | ----------------- | ----------------------- | ---------- | -------- | ----- |
| 2021 | VIII Premis Feroz | Millor sèrie de comèdia | Nasdrovia  | Pendent  | [ 9 ] |